# Mudéjar

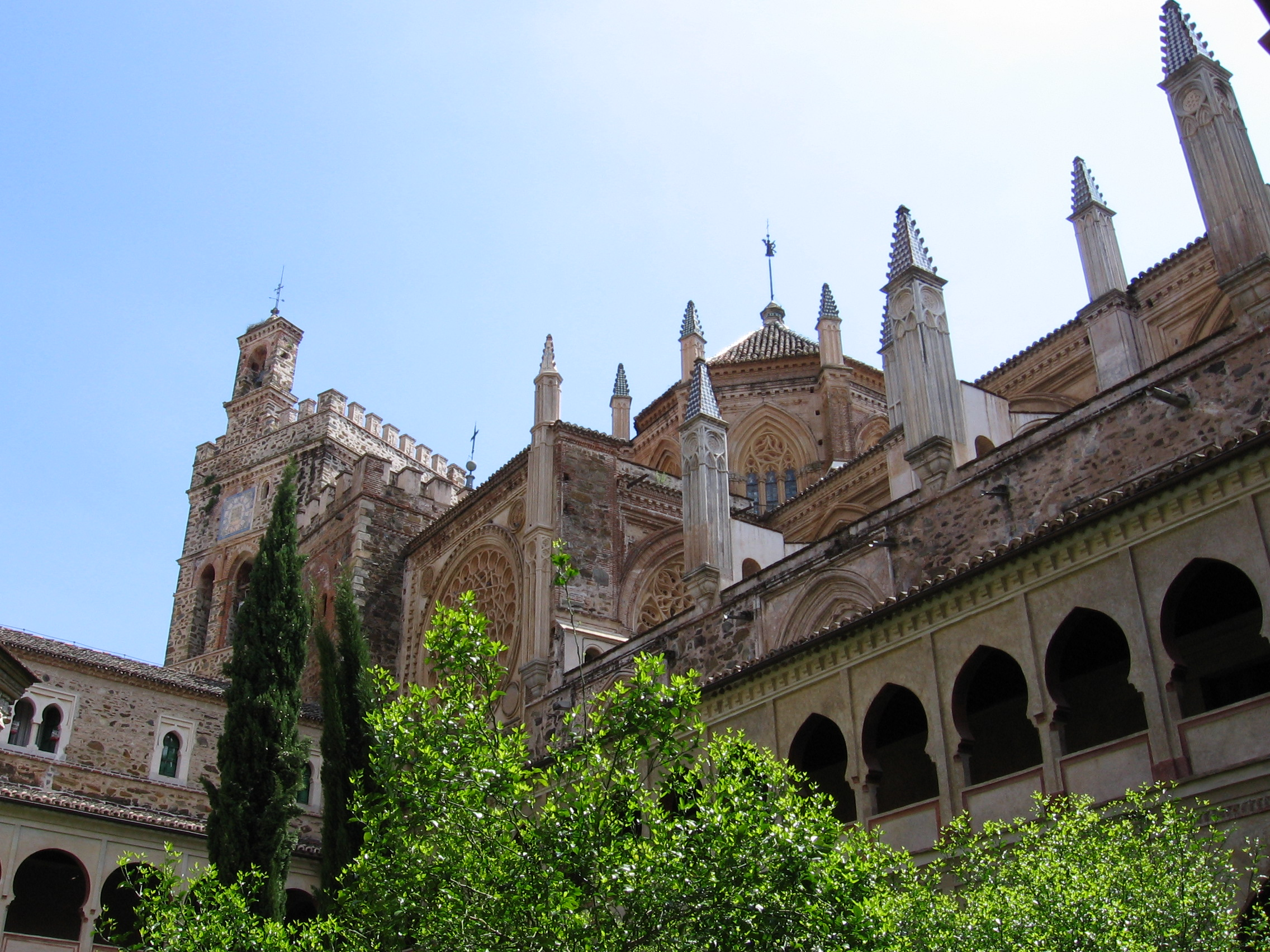
Estilo mudéjar no mosteiro de Guadalupe

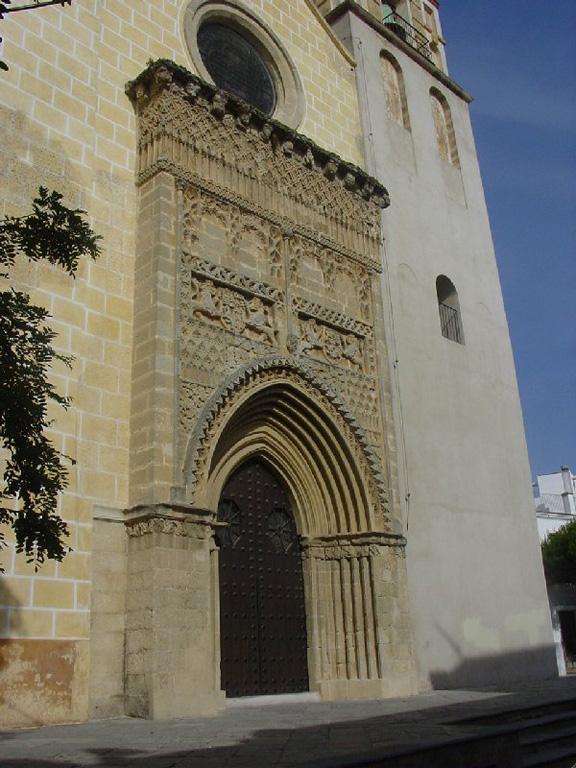
Portada mudéjar da Paróquia de la O, Sanlúcar de Barrameda. O estilo mudéjar é uma mistura de elementos romano-cristãos da Europa continental com elementos mouriscos que são só encontrados na península ibérica.

Mudéjar é um termo que deriva da palavra em árabe: مدجّن, lit. 'mudajjan' que significa "doméstico" ou "domesticado" e que se utiliza para designar os muçulmanos ibéricos que permaneceram em território conquistado pelos cristãos, e sob o seu controlo político, durante o longo processo da chamada Reconquista, que se desenvolveu ao longo da Idade Média na Península Ibérica. A estes muçulmanos foi permitido prosseguir a prática da sua religião, utilizar o seu idioma e manter os seus costumes. Durante a Idade Moderna foram obrigados a converter-se ao cristianismo, passando assim a denominar-se mouriscos.
A arte mudéjar é um estilo artístico e arquitectónico para os cristãos e que incorpora influências, elementos ou materiais de estilo hispano-muçulmano, tratando-se de um fenómeno autóctone e exclusivamente peninsular.